# 2882 Tedesco
A 2882 Tedesco (ideiglenes jelöléssel 1981 OG) a Naprendszer kisbolygóövében található aszteroida. Edward L. G. Bowell fedezte fel 1981. július 26-án.